# 棒芯
棒芯（ぼうしん、ボーシン）とは、日本の建設業界や工場などで用いられる慣例的用語あるいは俗語で、建築現場で作業に当たる各職種それぞれの技能工集団の統率者、ラインリーダーのことを言う。職長に相当することが多い。棒心とも表記される。ボースンとも発音される。

## 語源・由来
技能工の移動により流布したもので、確かな語源や由来は判明していない。有力な語源説として、もとは海事用語で甲板長、水夫長を意味する英語のboatswain（短縮形: bosun, bos'n）が訛って日本語で「ボーシン」となり、海軍用語として大日本帝国海軍の工廠で組長や職長の意味で使われていたものとする説がある。鋳造工学が専門で東北大学工学部教授も務めた新山英輔は鋳物（鋳造）業界で使われる用語を解説した連載エッセー「鋳物言葉」の中で「英語の海事用語 boatswain（甲板長）からきたという説が正しいと思います」と述べている。また、「棒の芯」の意味で、技能工集団の中心部であることから施工班（職人）の親方がこう呼ばれたともいう。

## 用例
建設現場のみならず、さまざまな労働分野で用いられた。鋳造など金属加工の分野でも用いられた。旧国鉄の鉄道関連工場では、工場技工・工場工手の組（グループ）作業を中心となって裁量する組頭を職名に冠して特に棒心技工と呼んだ。鉱山でも一定の責任を持つ鉱員を指して用いられた。

### 註釈
1. 1 2  技報堂（2024年現在の技報堂出版）発行『建築用語辞典』の1970年代の版には「棒心」として立項し、「世話焼き。造船工、埠頭人夫から出た言葉。現在はあまり使われない。」とあるという[7]。